# 信貴造船所
株式会社信貴造船所（しぎぞうせんじょ）は、大阪府堺市堺区に本社をおく小型船舶メーカー。

## 沿革
- 1934年 - 大阪市西成区に木船工場を建設し、造船業を開始。
- 1950年11月25日 - 株式会社に組織変更。